# Прага 2
Прага 2 (Městská čast Praha 2) — второй по счету муниципалитет Праги. Включает в себя Вышеград, частично Винограды, Нове-Место и Нусле. Границы района остались нетронутыми с тех пор, как он был образован в 1960 году. 

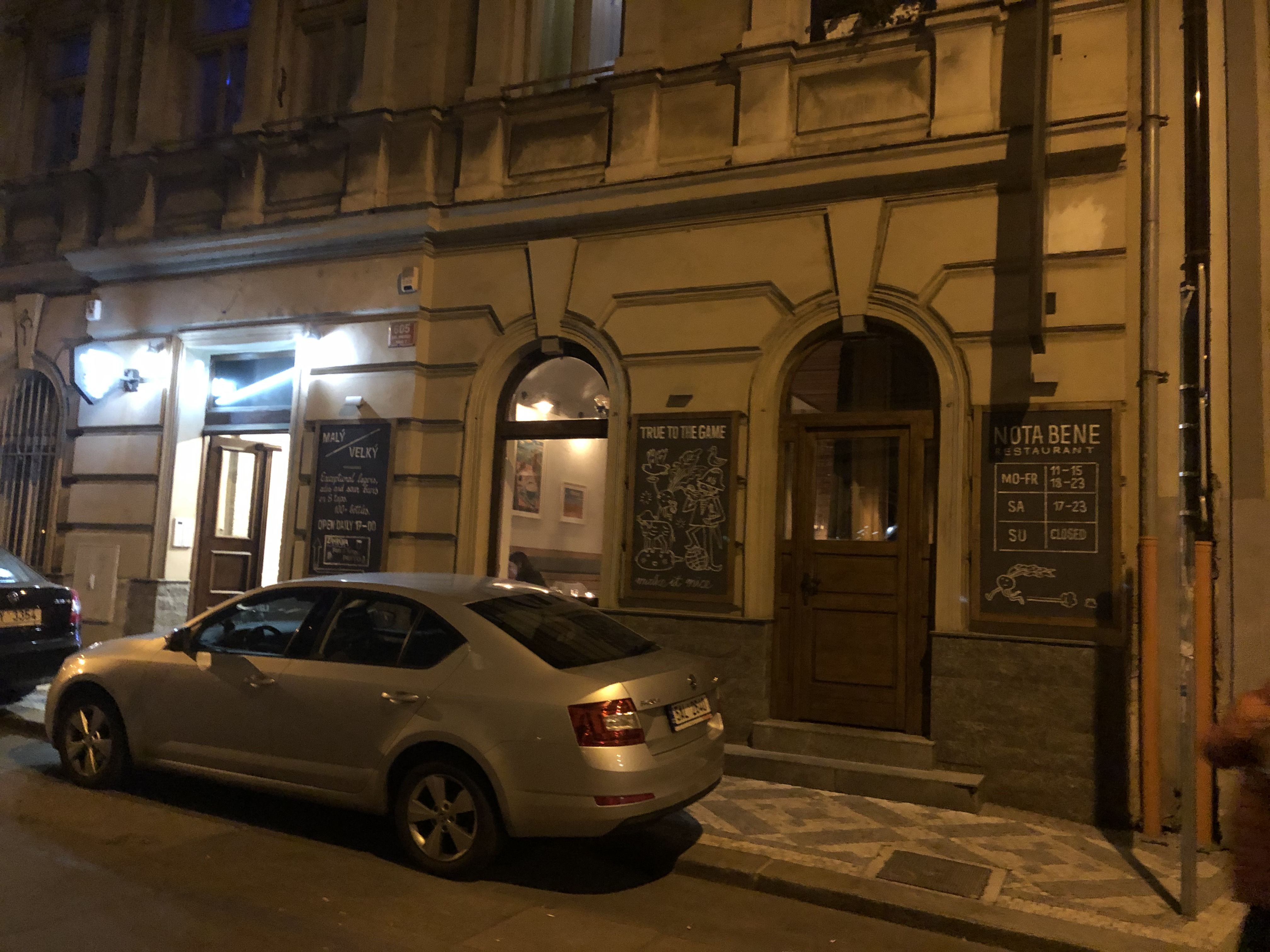
Mikovcova

Прага-2 является самым маленьким по площади административным районом во всей стране.